# رولز-رویس/سنکما الیمپوس ۵۹۳
رولز-رویس/سنکما الیمپوس ۵۹۳ (به انگلیسی: Rolls-Royce/Snecma Olympus 593) یک موتور هواگرد ساختِ کارخانهٔ رولز-رویس لیمیتد و Snecma در کشور بریتانیا و فرانسه است .